# 常康親王
常康親王（つねやすしんのう）は、仁明天皇の第七皇子。母は紀種子。品位は無品。雲林院宮と号した。

## 経歴
承和7年（840年）には無品親王ながら、志摩国答志島を与えられた。嘉祥3年（850年）に父・仁明天皇が崩御すると、翌嘉祥4年（851年）に出家し雲林院に隠棲して詩作に励んだ。貞観11年（869年）2月に雲林院を遍昭に譲って天台宗の修行場とし、亡き父帝への謝恩の姿勢を示そうとした。

## 人物
幼少時より奥深く静かで感覚が鋭く、よく風情を察した。仁明天皇の諸皇子の中で特に天皇から鍾愛を受けた。父・仁明天皇の崩御後、追慕して悲しみむせび続け、ついに仏教に帰依して仏の救いを求めたという。
著作に『洞中小集』がある他、『古今和歌集』に1首採録されている。